# 瘦身馱鰍
瘦身馱鰍為輻鰭魚綱鯉形目鰍科的其中一種，為熱帶淡水魚，分布於亞洲印度、孟加拉淡水流域，體長可達13公分，棲息在水流緩慢、沙石底質的溪流，生活習性不明。

## 扩展阅读
維基物種上的相關：瘦身馱鰍